# Abrostola pacifica
Abrostola pacifica är en fjärilsart som beskrevs av Claude Dufay 1960. Abrostola pacifica ingår i släktet Abrostola och familjen nattflyn. Inga underarter finns listade i Catalogue of Life.